# Andrei Procopenko
Andrei Procopenko (în rusă Андрей Прокопенко) este un colonel rus de securitate, care a îndeplinit funcția de președinte al Comitetului Securității de Stat (KGB) din RSS Moldovenească (1955-1959).
În anul 1955, colonelul Andrei Procopenko este numit în funcția de președinte al Comitetului Securității de Stat (KGB) din RSS Moldovenească. El a continuat munca predecesorului său, Iosif Mordoveț, de a înnoi structura serviciului prin promovarea tinerilor. Ca director-adjunct, l-a numit pe maiorul Gavriil Volkov.
În perioada conducerii sale, au apărut noi priorități în activitatea KGB. În afară de luptele cu naționaliștii și antisovieticii, începând din anii 1956-1957, au început activitățile represive pentru a învinge un “inamic intern” - Biserica. Această activitate a atras proteste, situația în republică devenind incandescentă. În iulie 1959, țăranii din satul Reciula s-au răsculat pentru a evita închiderea bisericii. S-au purtat negocieri pentru pacificarea locuitorilor. Forțat să ofere explicații biroului CC al Partidului Comunist din RSS Moldovenească și acuzat de slăbiciune și defetism, Prokopenko a fost eliberat din funcție, fiind înlocuit de către generalul-maior Ivan Savcenko.
În calitate de lider, Prokopenko nu a avut o mare autoritate în conducerea KGB-ului. El nu a luat inițiative, nefiind iubit de către subordonați. Deși a condus timp de patru ani KGB-ul din RSS Moldovenească, Prokopenko a rămas doar cu gradul de colonel. 